# O Brother, Where Bart Thou?
«O Brother, Where Bart Thou?» (рус. О, брат, где же ты, Барт?) — восьмой эпизод двадцать первого сезона мультсериала «Симпсоны», премьера которого состоялась 13 декабря 2009 года на телеканале FOX. В эпизоде Лиза дразнит Барта, что ему никогда не понять, каково это, иметь брата, после чего тот просит Гомера сделать ему братика. Получив отказ, Барт отправляется в Спрингфилдский приют с намерением найти то, чего ему так не хватает.
Сценарий к эпизоду написан Мэтт Сэльман, режиссёром стал Стивен Дин Мур.

## Сюжет
Симпсоны сидят дома во время сильной пурги. Из-за этого линии электропередач обрываются, и Барт, чтобы хоть как-то развлечься, принимает участие в показе мод, устроенного Лизой и Мэгги. Когда Барт замечает сестринскую связь между Лизой и Мэгги, Лиза говорит, что Барт ревнует из-за того, что у него нет брата. Той же ночью во сне Барту снятся многие известные братья: братья Смутерс, братья Маркс, братья Блоуз, братья Смит, братья Райт, братья Марио, Купер, Илай и Пэйтон Мэннинг, а также сайдшоу Боб со своим братом Сесилом.
Барт советуется со своими друзьями, которые советуют ему заставить Гомера и Мардж заняться любовью обманным путём. Во время первой своей попытки Барт устраивает романтический ужин, после которого Гомер и Мардж оказывают просто не в состоянии вообще чем-либо заниматься. Во время своей второй попытки Барт оставляет DVD-диск с камасутрой в проигрывателе в спальне родителей, но после попытки воспроизведения одной из поз, приведённых там, Гомер и Мардж не получают ничего, кроме собственных увечий. Отчаявшись, Барт советуется с Нельсоном и другими хулиганами, которые рассказывают ему о противозачаточных таблетках. После этого Барт пытается поменять этикетки с противозачаточных таблеток и леденцов, за чем его и застаёт Мардж, после чего Барт признаётся ей, что хочет братика. Барт отправляется в Спрингфилдский приют, чтобы найти себе там брата, однако получает отказ в силу своего юного возраста. Наутро Барт просыпается оттого, что его будит Чарли, мальчик, сбежавший из приюта.
Барт и Чарли начинают веселиться, но Лиза настаивает на том, что Чарли нужно вернуть в приют. Барт и Чарли отправляются на просмотр фильма «Обрубок 5», после которого Чарли всю обратную дорогу вздрагивает от любого шороха в кустах, думая, что там прячется чудовище. В конце концов Лиза уговаривает Барта вернуть Чарли в приют, откуда его усыновляет настоящая семья, где у Чарли будет шесть сестёр.

## Производство
Братья Смутерс (Томми и Дик), Ким Кэттролл, Пэйтон Мэннинг, Илай Мэннинг, Купер Мэннинг и Хьюэлл Хаузер все вместе стали приглашёнными для этого эпизода звёздами. Джордан Нагаи стал гостем как символ с именем Чарли. Исполнительный продюсер Эл Джин сказал: «иметь братьев Смутерс в качестве исполнителей главной музыкальной темы „Симпсонов“ в конце сродни высказыванию „мечты сбываются“».

## Рейтинг
Во время премьерного показа эпизод посмотрело около 7.11 миллионов американцев.

## Культурные отсылки
- Название серии является пародией на фильм братьев Коэнов «О, где же ты, брат?» (O Brother, Where Art Thou?).
- Сцена, где Барт на остановке автобуса советуется с Милхаусом, Нельсоном и Ральфом, в конце которой автобус сбивает Ральфа, и водитель автобуса Отто произносит «О боже, я убил Кенни! Сволочь!» — пародия на мультсериал «Южный Парк».
- Фильм, который Барт и Чарли смотрят в кинотеатре — пародия на серию фильмов «Пила». Название фильма «Sever» означает «отделять, разрубать, перерезать».
- Сцена с Бартом, Лизой, Мэгги и их новой сестрой в будущем — сцена из сериала «Секс в большом городе».